# РУОР-Гвардія (Бішкек)
«РУОР-Гвардія» (кирг. РУОР-Гвардия) — колишній киргизький футбольний клуб, який представляв Бішкек.

## Хронологія назв
- 1994-98: ФК «АіК» (Бішкек)
- 1998: ФК «Національна гвардія-АіК» (Бішкек)
- 1998-99: ФК «Національна гвардія» (Бішкек)
- 1999-2001: ФК «СКНГ-Гвардія» (Бішкек)
- 2001-2005: ФК «РУОР-Гвардія» (Бішкек)

## Історія
Він був заснований в 1991 році в столиці Бішкеку під назвою ФК «АіК» (Бішкек) і з тих пір декілька разів змінював свою назву. В 1995 році дебютував у Вищій лізі. В 1999 році посів 6-те місце, але наступного сезону не брав участі у професійних змаганнях. Допоки в 2002 році не відновив свої виступи у Вищій лізі. У сезоні 2005 року після 13 зіграних матчів команду було розформовано. 
Він ніколи не був чемпіоном ліги, але займав друге місце в сезонах 1995 та 1996 років, а також одного разу переміг у національному кубку.
Також в 1997 році взяв участь у розіграші Кубку володарів Кубків АФК, в якому поступився у першому турі за семипалатинському Єлимаю з Казахстану.

## Досягнення
- Топ-Ліга
  -  Віце-чемпіон (2): 1995, 1996
  -  Третє місце (2): 1997, 1998

- Кубок Киргизстану
  -  Переможець (1): 1996

## Виступи на континентальних турнірах під егідою АФК
- Кубку володарів Кубків АФК: 1 виступ

1997 - Перший раунд